# Fatimata Niambali
Fatimata Niambali, née le 21 mai 1968 à Bougouni, est une femme politique malienne. 

## Carrière
Fatimata Niambali, mariée et mère de six enfants, est titulaire d'un brevet de technicien supérieur en comptabilité obtenu en 1988 à l'ECICA (Ecole Centrale pour l’Industrie, le Commerce et l’Administration) à Bamako, d’un DUT en finances et comptabilité, et d'une maîtrise universitaire en management financier. Membre de l'ADEMA, elle rejoint le Rassemblement pour le Mali lors de sa création en 2001. Elle se présente aux élections législatives maliennes de 2002 dans la circonscription de San, remportant le scrutin. De 2007 à 2012, elle se retire de la vie politique, travaillant dans le monde des ONG.
Elle est à nouveau élue députée à l'Assemblée nationale dans la circonscription de San aux élections législatives maliennes de 2013. Elle se représente aux élections législatives maliennes de 2020, mais n'obtient pas de troisième mandat.